# Bocchoris calipona
Bocchoris calipona là một loài bướm đêm trong họ Crambidae.